# Fissiphallius chicoi
Fissiphallius chicoi – gatunek kosarza z podrzędu Laniatores i rodziny Fissiphalliidae.

## Biotop
Bytuje w amazońskich, pierwotnych lasach deszczowych.

## Występowanie
Gatunek wykazany z brazylijskiego stanu Amazonas